# 파솔리니 (영화)
파솔리니(Pasolini)는 프랑스에서 제작된 아벨 페라라 감독의 2014년 드라마 영화이다. 윌렘 대포 등이 주연으로 출연하였다.

## 출연

### 주연
- 윌렘 대포
- 마리아 드 메데이로스
- 리카르도 스카마르치오

### 조연
- 지아다 콜라그란데
- 발레리오 마스딴드리아
- 아드리아나 아스티
- 로베르토 지베티